# Obstruent
Een obstruent (antoniem: sonorant) is een medeklinker waarvan de articulatie wordt gekenmerkt door een hoge graad van occlusie van het spraakkanaal, waardoor de uitstroom van lucht vermindert of zelfs helemaal wordt geblokkeerd.
Tot de obstruenten behoren, naar dalende occlusiegraad, de plosieven, de affricaten en de fricatieven.

## Verwante begrippen
Een obstruent is niet helemaal hetzelfde als een stopklank (antoniem: continuant).